# Football Club des Girondins de Bordeaux 1986-1987
Questa voce raccoglie le informazioni riguardanti il Football Club des Girondins de Bordeaux nelle competizioni ufficiali della stagione 1986-1987.

## Stagione
Durante la stagione il Bordeaux lottò contro l'Olympique Marsiglia per la conquista dei trofei nazionali: in campionato i girondini si alternarono in vetta alla classifica con i foceensi fino alle ultime giornate, in cui vinsero lo scontro diretto e approfittarono di un successivo calo di rendimento dei marsigliesi per conquistare il quarto titolo con una gara di anticipo. La finale di coppa di Francia, a cui il Bordeaux ebbe accesso sconfiggendo prevalmentemente squadre di prima divisione nei turni precedenti, ripropose il duello per la conquista del campionato, con i girondini che sconfissero per 2-0 l'Olympique Marsiglia.
In Coppa delle Coppe il Bordeaux fu fermato in semifinale dal Lokomotive Lipsia, non riuscendo a rimontare del tutto la sconfitta dell'andata e fallendo il secondo tiro a oltranza nella lotteria dei tiri di rigore. Precedentemente, i girondini avevano eliminato in successione il Waterford United, il Benfica e la Torpedo Mosca.

## Maglie
Lo sponsor tecnico per la stagione 1986-1987 era Adidas, mentre lo sponsor ufficiale è Opel per la campionato e RTL per la Coppa di Francia.
| Manica sinistra · Manica sinistra · Maglietta · Maglietta · Manica destra · Manica destra · Pantaloncini · Pantaloncini · Calzettoni · Calzettoni |

## Rosa
| N. |                           | Ruolo | Calciatore                |
| -- | ------------------------- | ----- | ------------------------- |
|    | Francia (bandiera)        | P     | Christian Delachet        |
|    | Francia (bandiera)        | P     | Dominique Dropsy          |
|    | Francia (bandiera)        | D     | Patrick Battiston         |
|    | Francia (bandiera)        | D     | Laurent Lassagne          |
|    | Francia (bandiera)        | D     | Alain Roche               |
|    | Germania Ovest (bandiera) | D     | Gernot Rohr               |
|    | Francia (bandiera)        | D     | Léonard Specht            |
|    | Francia (bandiera)        | D     | Jean-Christophe Thouvenel |
|    | Jugoslavia (bandiera)     | D     | Zoran Vujović             |
|    | Francia (bandiera)        | C     | Denis Bourdoncle          |
|    | Francia (bandiera)        | C     | Jean-Charles De Bono      |
|    | Francia (bandiera)        | C     | Jean-Marc Ferreri         |

| N. |                           | Ruolo | Calciatore          |
| -- | ------------------------- | ----- | ------------------- |
|    | Spagna (bandiera)         | C     | Bernard Gimenez     |
|    | Francia (bandiera)        | C     | René Girard         |
|    | Francia (bandiera)        | C     | Jérôme Gnako        |
|    | Francia (bandiera)        | C     | Jean Tigana         |
|    | Francia (bandiera)        | C     | José Touré          |
|    | Francia (bandiera)        | C     | Philippe Vercruysse |
|    | Portogallo (bandiera)     | A     | Fernando Chalana    |
|    | Francia (bandiera)        | A     | Philippe Fargeon    |
|    | Francia (bandiera)        | A     | Bernard Lacombe     |
|    | Germania Ovest (bandiera) | A     | Uwe Reinders        |
|    | Jugoslavia (bandiera)     | A     | Zlatko Vujović      |

## Risultati

### Coppa delle Coppe
| Arbitro: | Jacobsen |

|             |           |                           |
| Synnott 89’ | Marcatori | 33’ Girard 62’ Vercruysse |

| Arbitro: | Bindels |

|                                                             |           |  |
| Zo. Vujović 79’ Zl. Vujović 85’ Reinders 86’ Vercruysse 90’ | Marcatori |  |

| Arbitro: | Wöhrer |

|               |           |                 |
| Rui Águas 31’ | Marcatori | 17’ Zl. Vujović |

| Arbitro: | Tritschler |

|                |           |  |
| Vercruysse 44’ | Marcatori |  |

| Arbitro: | Pieri |

|             |           |  |
| Fargeon 57’ | Marcatori |  |

| Arbitro: | Galler |

|                                                |           |                       |
| Agashkov 49’ (rig.), 71’ (rig.) Širinbekov 62’ | Marcatori | 39’ (rig.), 60’ Touré |

| Arbitro: | Brummeier |

|  |           |            |
|  | Marcatori | 65’ Bredow |

| Arbitro: | Courtney |

|                                                           |                      |                                                       |
|                                                           | Marcatori            | 3’ Zl. Vujović                                        |
| Lindner M. Liebers Marschall Zötzsche Kühn Altmann Müller | Tiri di rigore 6 – 5 | Touré Vercruysse Rohr Girard Roche Tigana Zo. Vujović |